# شمعية ثخينة
شمعية ثخينة (الاسم العلمي: Pachycereus)، هو جنس يتألف من 9-12 نوعًا من الصبار الكبير موطنه في المكسيك وجنوب ولاية أريزونا، الولايات المتحدة. وهي عبارة عن شجيرات كبيرة أو أشجارًا صغيرة يصل ارتفاعها إلى 15 مترًا، ويصل قطر جذعها إلى متر واحد. يأتي Pachycereus من اليونانية القديمة παχύς (pachys) التي تعني «ثخين» واللاتينية cereus التي تعني «شمعة».